# Alpha (Aitana)
Alpha (stilizzato come αlpha) è il terzo album in studio della cantante spagnola Aitana, pubblicato il 22 settembre 2023.

## Tracce
1. Alpha09 – 1:02
2. Los Ángeles – 2:38
3. Las babys – 2:33
4. Dararí – 2:50
5. AQYNE (with Danna Paola) – 3:01
6. Ella bailaba – 2:46
7. Otra noche sin ti – 1:34
8. The Killers – 3:00
9. Mi amor (with Rels B) – 2:39
10. Luna – 3:42
11. Formentera (with Nicki Nicole) – 3:26
12. 2 extraños – 3:01
13. 24 rosas – 2:47
14. En el coche – 2:04
15. Pensando en ti – 2:13